# 塔利基
50°28′33″N 27°46′53″E / 50.47583°N 27.78139°E
塔利基（烏克蘭語：Тальки），是烏克蘭北部的村莊，隸屬日托米爾州的茲維亞赫爾區。該村始建於1600年，面積2.63平方公里，海拔高度216米，2001年人口397，人口密度每平方公里150.95人。